# Линкольн, Роберт Тодд
Роберт Тодд Линкольн (1 августа 1843 года, Спрингфилд, штат Иллинойс — 26 июля 1926 года, Манчестер, Вермонт) — американский юрист и военный министр. Старший сын президента Авраама Линкольна. Из четырёх братьев он один пережил молодость.

## Биография
Учился в Гарвардском университете, в конце гражданской войны в США служил в штабе Улисса Гранта в качестве капитана Армии Союза.
Был спасён от смерти от несчастного случая на железной дороге Эдвином Бутом, братом убийцы своего отца, незадолго до его убийства. Инцидент произошёл на железнодорожной платформе в Джерси-Сити, штат Нью-Джерси. Точная дата происшествия не установлена, но, вероятнее всего, это произошло в конце 1864 или в начале 1865 г., незадолго до убийства Авраама Линкольна Джоном Бутом.
Роберт Линкольн вспоминал об этом инциденте в 1909 г., в письме к Ричарду Уотсону Гилдеру, редактору журнала «Сенчури-Мэгэзин».

Инцидент произошёл в то время, когда, поздно вечером, группа пассажиров покупала билеты на поезд у кондуктора, который стоял на платформе у входа в вагон. Платформа была выше уровня входа в вагон, и, конечно же, между платформой и вагоном был небольшой промежуток. Толпа прибывала и на меня стали давить. В это же время поезд тронулся, меня сбили с ног, и я стал падать с платформы ногами вниз в открытый промежуток, совершенно не в силах как-либо себе помочь; в это время меня резко схватили за воротничок пальто и вытянули на безопасную поверхность платформы. Обернувшись, чтобы поблагодарить своего спасителя, я увидел Эдвина Бута, чьё лицо, разумеется, было мне хорошо знакомо, и выразил ему благодарность, назвав при этом его по имени.
В 1877 году Линкольн отклонил предложение президента Ратерфорда Хейса стать помощником государственного секретаря, а в 1881 году принял предложение Джеймса Гарфилда стать военным министром и занимал эту должность по 1885 год. Во время его пребывания на данной должности вспыхнули бунты в Цинциннати в 1884 году. В течение трёх дней беспорядков умерло 45 человек, прежде чем американские войска, отправленные Линкольном, восстановили спокойствие.
Линкольн умер во сне в своём доме в Вермонте 26 июля 1926 года. Причиной смерти было названо кровоизлияние в мозг, вызванное атеросклерозом.